# Cheddikulam
Cheddikulam är en ort i Sri Lanka.   Den ligger i provinsen Nordprovinsen, i den norra delen av landet, 200 km norr om huvudstaden Colombo. Cheddikulam ligger 53 meter över havet och antalet invånare är 701.
Terrängen runt Cheddikulam är platt, och sluttar västerut. Runt Cheddikulam är det ganska tätbefolkat, med 86 invånare per kvadratkilometer. Det finns inga andra samhällen i närheten. Omgivningarna runt Cheddikulam är en mosaik av jordbruksmark och naturlig växtlighet.